# 方大任
方大任（?—?），字玉成，一字逢吉，號赤城，直隸安庆府桐城县人。明朝政治人物。

## 生平
與王宣友好。万历三十一年（1603年）癸卯科举人，四十四年（1616）丙辰科进士，户部觀政，初授直隸大名府元城縣知县，天啓二年四月选授候补御史，六月补任广西道。天啓年間，因弹劾魏忠贤祖坟越制，被削籍爲民。随以他事下撫按逮問，罪擬城旦。
崇祯元年（1628）召還，起复为河南道御史，出巡山海关。崇祯二年升为都察院右佥都御史，巡抚蓟州顺天等处，至通州，清軍入關，曾因隐瞒军情被名臣陈良训弹劾。清軍退兵後，以疾乞歸。卒年不详。

## 著作
著有《霞起樓詩草》等。

## 家族
高祖父方向。曾祖方見，貢士。祖父方默，都司经历。父方午，益府引禮舍人。從兄方大鉉，从孙方以智。